# Vélostras
Vélostras est le réseau express vélo de l'Eurométropole de Strasbourg. Initié en 2011, il compte en 2024 12 lignes dans l'agglomération avec un objectif de 130 km au total.

## Description

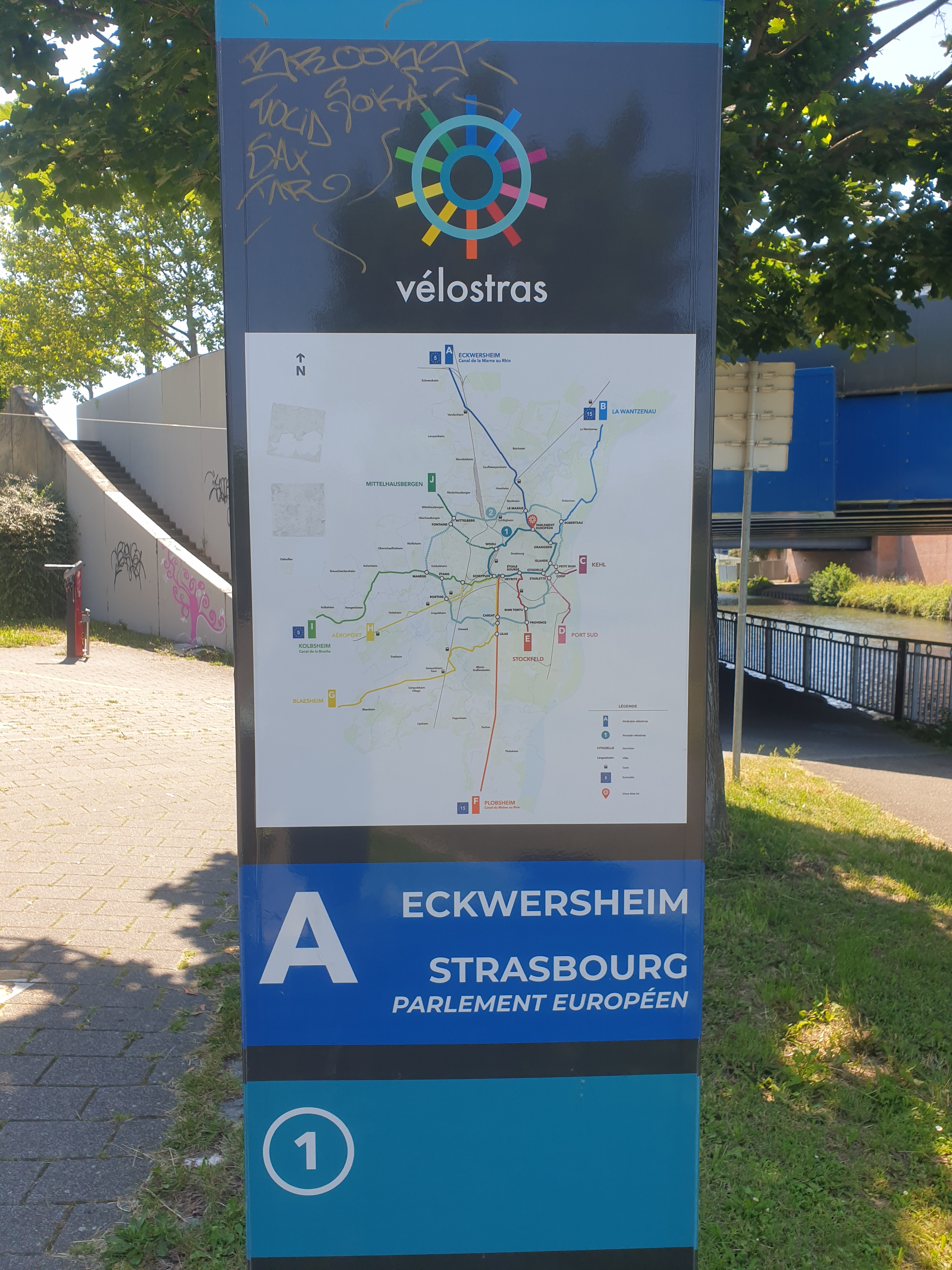
Panneau indicateur du réseau Vélostras en 2024.

Ce projet a été initié en mai 2011 par l'adoption d'un schéma directeur vélo dans une délibération de l'ex-Communauté urbaine de Strasbourg (CUS),,. Des aménagements pour créer des voies dédiées sont faits par exemple le long du canal de la Marne au Rhin. La signalétique est visible en 2022.
Toujours en cours de développement, le réseau compte en 2024 dix itinéraires en radiales et deux itinéraires en rocade, avec l'ambition de garantir une vitesse moyenne de 20 km/h et un temps de trajet inférieur ou égal à trente minutes entre chaque agglomération de l'Eurométropole et le centre-ville de Strasbourg. Si le réseau permet de relier le centre et la périphérie, il s'agit aussi, à terme, de réaliser trois itinéraires circulaires autour du centre de l'agglomération, pour faciliter aussi les déplacements entre les différents quartiers et communes de la périphérie, dans lesquels la part modale du vélo est nettement plus réduite qu'au centre ville. 
Le cahier des charges de Vélostras prévoit des pistes cyclables larges, correctement éclairées, régulièrement entretenues et déneigées en priorité. Le budget alloué aux travaux relatifs à ce projet d'infrastructure est de 100 millions d'euros pour la période 2022-2026.
Le réseau est prolongé du côté allemand de l'Eurodistrict Strasbourg-Ortenau. 

## Objectifs
Dans l'agglomération strasbourgeoise qui est la première agglomération cycliste de France et où le réseau cyclable dépasse les 500 km de longueur, le réseau Vélostras est un moyen employé par l'Eurométropole pour essayer de porter à 20 % la part modale du vélo en 2030 (contre 11 % en 2019) en fournissant aux cyclistes des infrastructures sécurisées, continues et maillées, de véritables « autoroutes à vélo » sur 130 km,. 
C'est un élément d'une politique globale d'encouragement des mobilités actives,.